# Savigny-en-Terre-Plaine
 Savigny-en-Terre-Plaine  es una población y comuna francesa que se encuentra en la región de Borgoña, departamento de Yonne, en el distrito de Avallon y cantón de Guillon.

## Demografía
| 223 | 260 | 220 | 202 | 180 | 151 |
| Para los censos de 1962 a 1999 la población legal corresponde a la población sin duplicidades (Fuente: INSEE [Consultar]) |     |     |     |     |     |